# Křídlo (letecká jednotka)

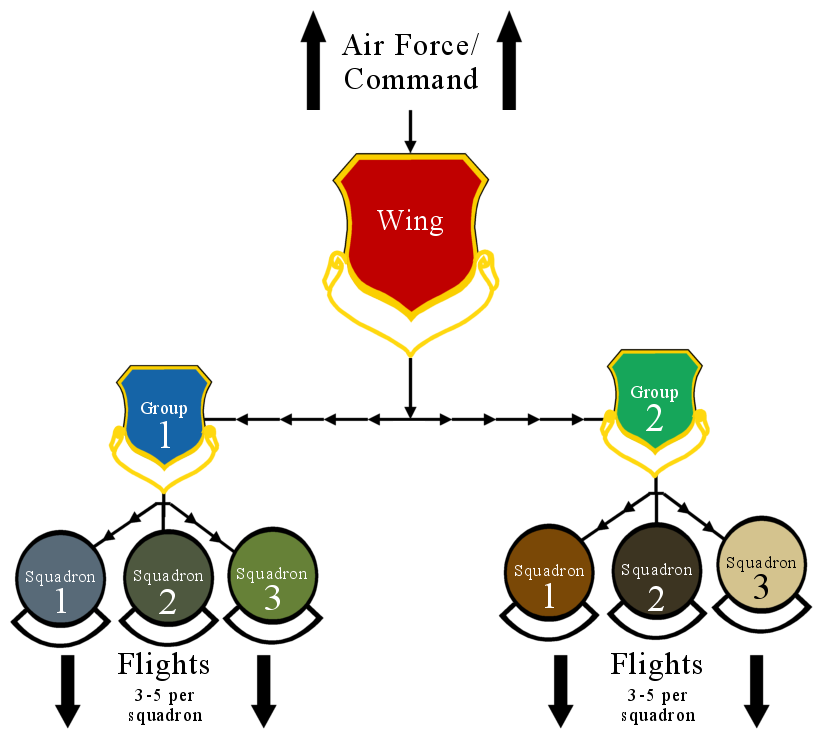
Příklad hodností leteckých jednotek.

Křídlo je jednotka letectva skládající se z několika perutí či samostatných letek. Několik křídel může tvořit skupinu. Označení, anglicky wing, vzniklo původně v britském Royal Flying Corps. Svým postavením ve struktuře leteckých sil přibližně odpovídá pluku u sil pozemních, a v čele křídla typicky stojí důstojník hodnosti srovnatelné s velitelem pluku.

## Terminologie
V některých ozbrojených silách je pro ekvivalent křídla užíván pojem „eskadra“, například v letectvu německém (německy Geschwader) či francouzském (francouzsky Escadre). Italská Aeronautica Militare užívá pro takovouto formaci pojem stormo (doslova hejno) a u švédského Flygvapnetu pro ni existuje termín Flygflottilj, který doslova znamená „letecká flotila“.